# César González Ramírez
César Alejandro González Ramírez (n. Paine, Provincia de Maipo, Chile, 11 de enero de 1997) es un futbolista chileno que juega de delantero actualmente en Deportes Iquique de la Primera División de Chile. 
Debutó en el fútbol profesional en un partido contra Huachipato por la décima segunda fecha del Torneo Apertura 2014 bajo la órdenes del argentino Facundo Sava.

## Clubes
| Club                | País  | Año       |
| ------------------- | ----- | --------- |
| O'Higgins           | Chile | 2014-2015 |
| Deportes Santa Cruz | Chile | 2015-2016 |
| Magallanes          | Chile | 2016      |
| O'Higgins           | Chile | 2017      |
| Magallanes (Cesión) | Chile | 2018      |
| Deportes Santa Cruz | Chile | 2019      |
| Magallanes          | Chile | 2020      |
| Deportes Santa Cruz | Chile | 2020-2021 |
| Deportes Iquique    | Chile | 2022-Act. |